# Camino a la perdición
Camino a la perdición —titulada en inglés Road to Perdition— es una película dramática estadounidense de 2002, dirigida por Sam Mendes y protagonizada por Tom Hanks, Jude Law, Paul Newman y Daniel Craig. La película está basada en la novela gráfica Road to Perdition de  DC Comics escrita por Max Allan Collins e ilustrada por Richard Piers Rayner. Fue ganadora del Oscar a la mejor fotografía.

## Sinopsis
Michael Sullivan (Tom Hanks) es un asesino contratado por una banda de origen irlandés en la era de la Gran Depresión en el medio oeste. Cuando su amada esposa y uno de sus hijos son asesinados Sullivan clama venganza. John Rooney (Paul Newman) lleva con mano dura el crimen organizado, mientras tiene gestos de cariño hacia los hijos de sus mejores hombres. Este es el caso de los niños de su hijo adoptivo Sullivan. Sullivan, aparte de haber sido adoptado de pequeño por John, es su mano derecha, lo que hace que el hijo biológico de John, Connor Rooney (Daniel Craig), un hombre violento, tenga celos. Esto lleva a la tragedia: la familia de Sullivan es víctima inocente de la crueldad de Connor. Solo Sullivan y uno de sus hijos se pueden librar de la muerte, y Sullivan huye con él (Tyler Hoechlin) hacia la villa de Perdition, esperando venganza.

## Reparto
- Tom Hanks como Michael Sullivan
- Tyler Hoechlin como Michael Sullivan, Jr.
- Paul Newman como John Rooney
- Jude Law como Harlen Maguire
- Daniel Craig como Connor Rooney
- Stanley Tucci como Frank Nitti
- Jennifer Jason Leigh como Annie Sullivan
- Liam Aiken como Peter Sullivan
- Dylan Baker como Alexander Rance
- Ciarán Hinds como Finn McGovern
- Ian Barford como Secuaz de Rooney

## Premios

### Premios Óscar[3]
| Año  | Categoría               | Persona                                        | Resultado  |
| ---- | ----------------------- | ---------------------------------------------- | ---------- |
| 2003 | Mejor actor de reparto  | Paul Newman                                    | Candidato  |
| 2003 | Mejor fotografía        | Conrad L. Hall                                 | Ganador    |
| 2003 | Mejor dirección de arte | Dennis Gassner Nancy Haigh                     | Candidatos |
| 2003 | Mejor banda sonora      | Thomas Newman                                  | Candidato  |
| 2003 | Mejor mezcla de sonido  | Scott Millan Bob Beemer John Patrick Pritchett | Candidatos |
| 2003 | Mejor edición de sonido | Scott A. Hecker                                | Candidato  |